# パスカルの単体
数学において、パスカルの単体は、多項定理に基づいて、パスカルの三角形を任意の数の次元に一般化したものである。

## 一般的なパスカルのm-単体
m (m ≥ 0)は多項式の項の個数とし、n (n ≥ 0)は多項式をn乗するものとする。
{\displaystyle \wedge ^{m}}はパスカルのm-単体を表すものとする。m > 0 の場合、それぞれのパスカルのm-単体は、その(n個存在する)成分の(各々のm-単体に1個存在する)無限級数から構成される半無限の対象とする。

## 特定のパスカルの単体

### パスカルの 0-単体
唯一の1である。

### パスカルの 1-単体
1が無限に続く数列である。

### パスカルの 2-単体
パスカルの三角形として知られている。

### パスカルの 3-単体
パスカルのピラミッドとして知られている。「パスカルの三角錐」「パスカルの四面体」ともいう。

### パスカルの 4-単体
五胞体状である。